# Sebastián Pardo
Pour les articles homonymes, voir Pardo.
Sebastián Pardo est un joueur de football chilien évoluant à l'Universidad de Chile, l'un des clubs les plus prestigieux du Chili.

## Biographie
Il y avait déjà joué de 1999 à 2002. Il s'est ensuite expatrié aux Pays-Bas où il a passé 5 saisons au Feyenoord Rotterdam. Le 10 septembre 2002, il débute en Eredivisie contre l'Excelsior, et il marque un but pour son premier match avec Feyenoord. Malgré les espoirs fondés en lui, il est souvent blessé et ne dispute jamis plus de 21 matchs par saison.
Prêté à l'Excelsior Rotterdam en 2007-08, il devient indésirable à l'Excelsior, après avoir donné un coup de tête à Christophe Grégoire, joueur de Willem II, le 28 février 2008 et écopé de quatre matches de suspension pour ce geste.
À l'été 2008, il est tout proche d'un accord avec le Nacional, au Portugal, mais les tractations n'aboutissent pas et il s'engage pour un an dans son ancien club de l'Universidad de Chile. Il joue au club jusqu'en juin 2009 et annonce qu'il se retire du football professionnel à cause de problèmes familiaux.

## Palmarès
- Coupe du monde des moins de 20 ans :
  - Éliminé en phase de groupe en 2001 (3 matchs, 1 but).
- Copa Mercosur :
  - 1 participation en 2000 (Universidad de Chile).
- Championnat du Chili :
  - Champion en 1999, 2000  et 2009 (Universidad de Chile).
- Coupe du Chili
  - Vainqueur en 2000 (Universidad de Chile).
- Coupe des Pays-Bas :
  - Finaliste en 2003 (Feyenoord Rotterdam).